# Mike Inez
Mike Inez, all'anagrafe Michael Allen Ines (San Fernando, 14 maggio 1966), è un bassista statunitense, noto soprattutto per essere l'attuale bassista degli Alice in Chains, il secondo, dopo aver rimpiazzato l'uscente Mike Starr nel 1993, nel pieno del Dirt Tour.

## Biografia
Musicista molto versatile, vanta diplomi in sassofono e tastiera e, inoltre, suona la chitarra. Impara a suonare il basso successivamente ed entra nella band di Ozzy Osbourne, prendendo il posto di Bob Daisley e incidendo un album di successo come No More Tears. Con il "Madman", nel 1993 partirà per un tour, documentato in Live & Loud, e lascerà il gruppo per permettere l'arrivo di Geezer Butler, collega di Ozzy nei Black Sabbath.
Quando Mike Starr se ne andò dagli Alice in Chains, Staley e compagnia ebbero l'approvazione di Osbourne per reclutare Mike. Il suo primo contributo nella grunge band fu la registrazione dei brani A Little Bitter e What the Hell Have I, per la colonna sonora del film Last Action Hero - L'ultimo grande eroe.
Mike compare anche nel progetto dell'ex Guns N' Roses Slash, gli Slash's Snakepit, precisamente nel disco It's Five O'Clock Somewhere del 1995. Ha collaborato anche con il Michael Schenker Group (in Heavy Hitters) e nell'album solista di Jerry Cantrell, Boggy Depot. Ha suonato anche negli Spys4Darwin insieme, tra gli altri, a Sean Kinney, batterista degli Alice in Chains. Dal 2002 al 2006 entra a far parte anche degli Heart.
Nel febbraio del 2005, Mike ha organizzato, assieme a Cantrell e Kinney, un concerto di beneficenza per i popoli decimati dallo tsunami. I tre hanno suonato brani degli Alice in Chains con Patrick Lachman alla voce. In questa manifestazione hanno suonato vari gruppi come Puddle of Mudd e Tool. Mike ha suonato anche con i Black Label Society di Zakk Wylde, partecipando al tour di The Blessed Hellride ed è stato ospite nel brano Under the Gun, tratto dal disco dei Motörhead chiamato Kiss of Death. Il 29 settembre 2009 è stato pubblicato Black Gives Way to Blue, album degli Alice in Chains, seguito nel 2013 da The Devil Put Dinosaurs Here, e Rainier Fog del 2018.